# Alma Moodie
Pour les articles homonymes, voir Moodie.
Alma Templeton Moodie (12 septembre 1898 - Francfort-sur-le-Main, 7 mars 1943) est une violoniste australienne qui a joui d'une grande réputation en Allemagne dans les années 1920 et 1930,,. Elle a créé des concertos pour violon de Kurt Atterberg, Hans Pfitzner et Ernst Křenek. Elle et Max Rostal ont été considérés comme les meilleurs continuateurs de la tradition de Carl Flesch. Elle est devenue enseignante au Conservatoire Hoch à Francfort. Cependant, Alma Moodie n'a fait aucun enregistrement,. Malgré son ancienne renommée, son nom est devenu pratiquement inconnu pendant de nombreuses années. Son nom figurait dans les éditions anciennes du Grove et des dictionnaires de Baker, mais il n'est plus présent dans les éditions les plus récentes.

## Biographie
Les faits de la vie d'Alma Moodie sont souvent peu clairs du fait que peu de références la concernant apparaissent dans les sources modernes. Dans la 5e édition du Dictionnaire de Grove (son article a été écrit par Frank Bridge), et la 5e édition du Dictionnaire de Baker (ed. Nicolas Slonimsky), on dit qu'elle est née à Brisbane, Queensland, le 12 septembre 1900. Cependant, d'autres sources affirment qu'elle est née à Mount Morgan ou à Rockhampton, le 12 septembre 1898. Elle a grandi à Mount Morgan, à seulement 28 kilomètres de Rockhampton (Brisbane est à près de 700 kilomètres de distance), donc une naissance dans l'un des deux lieux Rockhampton ou Mount Morgan semble le plus probable.
Alma était une enfant unique. Son père, un quincaillier de Ayrshire, en Écosse, est mort quand elle avait un an. Sa mère, professeur de musique, était la fille d'immigrants irlandais.
Alma a étudié le violon à Mount Morgan, formée d'abord par sa mère, devenue veuve très jeune, et à partir de l'âge de 5 ans par Louis D'Hage à Rockhampton. Elle est apparue dans des récitals publics à 6 ans. En 1907, âgée de 9 ans, elle a gagné une bourse d'études au Conservatoire de Bruxelles, où elle a étudié avec Oskar Back pendant trois ans, sous la direction générale de César Thomson (plus tard, quand elle avait atteint la célébrité, Back et Thomson ont tous deux affirmé avoir été son premier professeur). Elle était accompagnée de sa mère, qui est restée avec elle jusqu'à sa mort, quand Alma était âgée de 20 ans. En 1913, elle a été recommandée à Max Reger, qui, après avoir entendu son jeu, a écrit à son patron le duc Georges Ier de Saxe-Meiningen:
« Aujourd'hui, une jeune fille - anglaise - de 13 ans [en fait, elle avait 15 ans à l'époque] a joué pour moi; c'est le plus grand talent de violoniste que j'ai jamais rencontré. Cette fillette a joué pour moi les sonates de Bach, sonates qui sont les plus difficiles à jouer de tout l'ensemble de la littérature de musique de violon ... Je n'ai pas honte d'admettre qu'il y avait des larmes dans mes yeux alors que cette délicate enfant jouait pour moi. Notre Seigneur Dieu a certainement créé un de ses miracles. »
À Meiningen, Eisenach et Hildburghausen, Alma Moodie a joué des concertos sous la direction de Reger, et elle s'est produite en récital avec lui. Reger l'a aussi recommandée à d'autres organisateurs de concerts. En 1914, il lui a dédié son Präludium und Fuge pour violon solo, Op. 131a, no 4. La famille Reger n'avait pas d'enfants, et Max et Alma sont devenus comme père et fille pendant un certain temps. Sa mère avait prévu de retourner en Australie, laissant Alma au bons soins de Max Reger et Elsa, mais le début de la Première Guerre mondiale lui a interdit de quitter l'Europe. Les Moodie sont restées à Meiningen pendant les premiers mois de la guerre, puis sont allées à Bruxelles. Reger est mort en 1916, sans jamais revoir Alma. Les temps étaient très durs à Bruxelles pour Alma et sa mère. Alma est devenu maigre et malade, et a affirmé qu'elle n'a pas touché son violon pendant ces quatre ans. Sa mère est morte de consomption ou de la grippe au printemps de 1918.
Alma est retournée en Allemagne en octobre 1918, où elle vivait dans un château du XIIe siècle dans les montagnes du Harz comme protégée du Prince Christian-Ernst zu Stolberg-Wernigerode. On ne sait pas comment s'est établie cette relation. Cependant, c'est là qu'elle a rencontré son futur mari. Elle voulait retrouver sa technique du violon, qui s'était gravement détériorée pendant la guerre, et elle a pris contact en novembre 1919 avec Carl Flesch, qui a accepté de la recevoir comme élève. Elle a continué de prendre des leçons avec Flesch tout au long de sa carrière, même après la naissance de son fils. Flesch avait une prédilection particulière pour Alma Moodie (il a écrit « parmi tous les élèves de mon cours, c'est Alma Moodie qui était la meilleure »).
Elle a élu domicile en Allemagne, et n'est jamais revenue en Australie. À Berlin, le 6 novembre 1919, avec l'Orchestre philharmonique de Berlin dirigé par Max von Schillings, elle a créé le Concerto pour violon en mi mineur, Op. 7 de Kurt Atterberg. Durant la saison 1922-1923, elle a joué quatre-vingt dix concerts, soixante-dix d'entre eux en sept mois, dans une tournée qui l'a emmenée en Suisse, en Italie, à Paris, Berlin, et en Orient.
À partir de 1922 (ou plus tôt), l'homme d'affaires suisse et mécène Werner Reinhart (en) a joué un grand rôle dans sa carrière et elle a séjourné régulièrement chez lui, où elle est entrée en contact avec la plupart des grands noms de la scène musicale contemporaine du jour. C'est Reinhart qui lui a donné le violon Guarnerius qui avait été précédemment détenu par Fritz Kreisler,. Et c'est grâce à Reinhart qu'elle a joué un grand nombre de fois dans des festivals de la Société internationale pour la musique contemporaine (SIMC).
Elle a défendu la musique de Hans Pfitzner qui lui a dédié son Concerto pour violon en si mineur, op. 34 (1923). Elle l'a créé à Nuremberg le 4 juin 1924 sous la direction du compositeur,.  Moodie a joué ce concerto plus de 50 fois en Allemagne avec des chefs tels que Pfitzner, Wilhelm Furtwängler, Hans Knappertsbusch, Hermann Scherchen, Karl Muck, Carl Schuricht, et Fritz Busch. À cette époque, le concerto de Pfitzner était considéré comme le plus important apport au répertoire du violon depuis le premier concerto de Max Bruch. Aujourd'hui, il est sorti du répertoire de la plupart des violonistes.
Entre 1921 et sa mort en 1943, Alma Moodie est souvent apparue avec le pianiste et compositeur letton Eduard Erdmann, par exemple dans la Sonate pour violon de Pfitzner, qui était dédiée à Moodie. La Sonate pour violon seul, op. 12 de Erdmann lui a été également dédiée, et elle l'a créée à Berlin en octobre 1921. Leur dernier concert ensemble a été donné le 4 mars 1943, trois jours avant sa mort, alors qu'ils étaient au milieu du cycle des sonates de Beethoven.
Ernst Křenek a épousé Anna Mahler (la fille de Gustav Mahler) en mars 1924, lorsque Ernst Křenek achevait son Concerto pour violon no 1, Op. 29. Alma Moodie a assisté Ernst Křenek, non pas pour l'écriture de la partie de violon, mais pour obtenir une aide financière de la part de Werner Reinhart à un moment où régnait l'hyper-inflation en Allemagne. En signe de gratitude, Ernst Křenek a dédié le concerto à Moodie, et elle l'a créé le 5 janvier 1925, à Dessau. Dans l'intervalle, le mariage de Křenek avec Anna Mahler s'est rompu, et leur divorce est devenu définitif, quelques jours après la première. Křenek n'a pas assisté à la première, mais il a eu une aventure avec Moodie qui a été décrite comme de « courte durée et compliquée ». Il n'a jamais réussi à entendre jouer son concerto, mais il a « immortalisé certains aspects de la personnalité d'Alma Moodie dans le personnage d'Anita de son opéra Jonny spielt auf. Křenek a également dédié sa Sonate pour violon solo, Op. 33 à Alma Moodie en 1924.
Igor Stravinsky a arrangé une série d'extraits de Pulcinella pour violon et piano, en l'appelant « Suite à partir de thèmes, de fragments et de morceaux de Pergolèse ». Alma Moodie l'a créée avec le compositeur à Francfort le 25 novembre 1925, et ils l'ont jouée lors d'un certain nombre d'autres manifestations publiques. Ils l'ont également jouée à la maison de Werner Reinhart à Winterthour.
Alma Moodie a été considérée comme l'une des interprètes les plus importantes des œuvres de Brahms pour violon. Hermann Reutter la cite comme disant: « Il faut au moins avoir la quarantaine pour comprendre la grandeur et la profondeur de l'expression de la musique de Brahms ». Reutter a participé à de nombreux concerts avec Alma Moodie, et lui a dédié sa Rhapsodie pour violon et piano, Op. 51 (1939).
Le 18 décembre 1927, Alma Moodie a épousé Alfred Alexander Balthasar Spengler, un avocat allemand, devenant la troisième de ses six femmes. Ils ont eu deux enfants. Ils vivaient initialement à Cologne. Il était indifférent à sa carrière, et elle s'est fatiguée par ses incessants voyages, donc elle a joué moins souvent par la suite. Elle a enseigné le violon au Conservatoire Hoch à Francfort, où elle a continué la tradition de l'enseignement de Carl Flesch. Parmi ses élèves, on trouve Maria Thomán (fille d'István Thomán), Leah Luboschutz, May Harrison, Irma Seyde et Thelma Given.
Spengler était souvent en voyage à l'étranger. Il travaillait pour le régime nazi dans les pays occupés. Quand il était à la maison, il était exigeant et infidèle. Alma a commencé à boire et à fumer, et a constaté qu'elle avait besoin de somnifères. Plus tard, son bras droit a commencé à trembler de manière incontrôlée, la conduisant à une plus grande consommation de somnifères.
Alma Moodie est décédée le 7 mars 1943, âgée seulement de 44 ans, lors d'un raid aérien sur Francfort,, bien que les bombes ne soient pas la cause de sa mort. Un médecin a rapporté qu'elle est morte accidentellement d'une thrombose provoquée par le mélange d'alcool et de pilules qu'elle avait pris, mais un certain nombre de ses amis proches croyait qu'elle s'était suicidée.

## Reconnaissances posthumes
En 1943, Karl Höller a écrit sa Sonate pour violon no 2 en sol mineur, Op. 33 en mémoire d'Alma Moodie.
Le compositeur australien David Osborne a écrit un concerto pour violon intitulé « Pictures of Alma », qui a été créé le 30 mai 2010 par Rochelle Bryson et le Raga Dolls Salon Orchestra, au Iwaki Auditorium, ABC Southbank Centre, Melbourne. Osborne a expliqué dans une interview radiodiffusée avant l'exécution à la ABC Classic FM que l'œuvre cherchait à dépeindre Alma Moodie par la musique à différentes époques de sa vie. Il l'a appelée « Pictures of Alma » comme il pensait qu'il n'y avait aucune images d'elle qui nous soient parvenues, mais il a appris depuis, qu'il en existait.

## Source de la traduction
- (en) Cet article est partiellement ou en totalité issu de l’article de Wikipédia en anglais intitulé « Alma Moodie » (voir la liste des auteurs).